# 史塔西

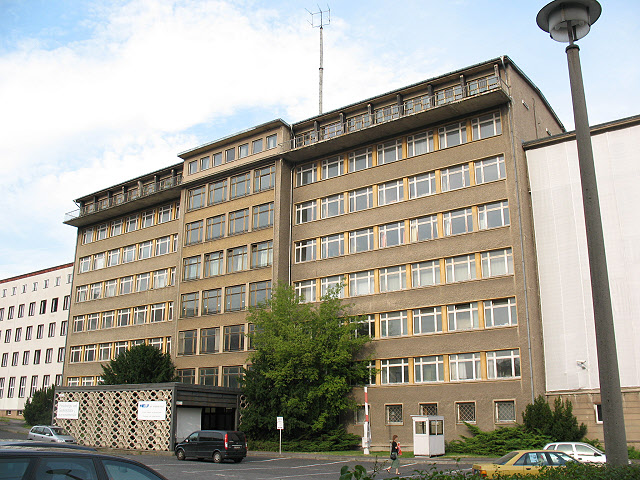
位于柏林的史塔西总部，现为史塔西博物馆

国家安全部（德語：Ministerium für Staatssicherheit，缩写为MfS）是德意志民主共和国的国家安全机构，通称史塔西（Stasi，國際音標：[ˈʃtɑːziː]，或译史塔西），該詞意義為「國安」，来自德语“国家安全”（Staatssicherheit）的縮寫，成立于1950年2月8日。史塔西被认作当时世界上最有效率的情报和秘密警察机构之一。
史塔西总部位于东柏林，由利希滕贝格区一个大规模建筑群和遍布整个东柏林的几座相对较小的设施组成。在民主德国政权存在的40年里，部长埃里希·梅尔克在位时间长达32年，是在位时间最长的安全部部长。
史塔西的格言是“党的剑与盾”（Schild und Schwert der Partei），其中党所指为东德执政的德国统一社会党，这一格言描述了其在东德政治中的作用。史塔西主要负责压制国内的政治异议者以及担任统一社会党对东德国民的监视工具，这有助于统一社会党权力的巩固。对反对派、活跃分子及不同政见者也会采用恐吓的方式加以威胁。史塔西也负责东德的国际情报收集，国家人民军中也有史塔西的单位。尽管该机构以“史塔西”之称闻名于世，其内部工作人员仍不使用这一贬称。

## 历史

### 成立
德意志民主共和国国家安全部成立于1950年2月8日，苏联的两个类似部门——内务人民委员部和国家安全部（克格勃）对其产生了很大影响。1946年8月，统一社会党建立了德国内务部（Deutschen Verwaltung des Inneren，DVdI），最初目的为保护苏占区的经济稳定。1948年，该部门和政治警察被整合至“K5”，职员增加至700人。“K5”部门作为政治警察承担了占领区的去纳粹化任务，负责逮捕前纳粹官员并进行简单快速的审判。
史塔西的成立宗旨是擔任德意志民主共和國（東德）的政治警察，負責蒐集情報、監聽監視、反情報等業務。國家安全部的本意是要镇压蘇聯紅軍占领德國東部後成立的共產政權的零星反抗人士。史塔西的首要任务之一就是监视东德的民众，主要是通过广泛庞大的情报员网络来收集民众方方面面的信息。史塔西用一些公开或隐秘的方式来达到消灭异见的目的，其中就包括对异见人士进行隐秘的精神破坏等一些手段。而史塔西的对外情报局负责管理在境外工作的间谍和隐秘的情报活动。在其局长马库斯·沃尔夫长期主政下，对外情报局成绩斐然，曾被誉为冷战时期效率最高的情报机构。但马库斯·沃尔夫被暱稱為“隐面人”，因為他拒絕拍照，所以未留下照片。
国家安全部的首任部长为威廉·蔡塞尔，其副手为埃里希·梅尔克。1953年六一七事件后，威廉·蔡塞尔曾试图使统一社会党总书记瓦尔特·乌布利希下台，但没有成功。随后乌布利希任命了恩斯特·沃尔韦伯为国家安全部部长。1957年恩斯特·沃尔韦伯与乌布利希和埃里希·昂纳克发生了冲突随后辞职，其副手埃里希·梅尔克最终成为了国家安全部部长。
1957年马库斯·沃尔夫成为了史塔西的外国情报机构侦察总局局长，他通过境外间谍网络成功地对联邦德国（西德）进行了渗透，包括政府高层，政治界，商界等诸多领域。引发最为严重的事件就是君特·纪尧姆间谍事件，他曾是西德总理维利·勃兰特的私人政治助理，其间谍身份被发现后，举世震惊。这导致了1974年5月勃兰特总理的失势，迫使其辞职。
据不完全统计，在其存在期间，有约60万人曾为史塔西服务，与纳粹德国时期为盖世太保效劳的人数相当。1950年至1989年之間，史塔西管轄有十七個監獄，約九萬一千名正式聘用的探員，十七萬五千名位在民主德國國內的正式的非正式探员，另有兩萬名「非正式探员」通報合作者位在德意志聯邦共和國。所以史塔西共擁有二十八萬六千名合作探員，情報網綿密、有效。一旦史塔西確認某某人的政治意見，他們會用低調的壓力逼使當事人辭職、逼使學生終止學業。虐待等等酷刑是罕見的，一旦使用，史塔西會迫使當事人轉變成史塔西的通報合作者。
史塔西積極支持、實施黨的決定，集秘密警察、情報偵察、甚至犯罪起訴和審判準備功能于一身。在民主德國生活中，沒有一塊空間是史塔西不能間接、或者在“政治操作下的合作”形式中直接參與。史塔西的標語是“我们无处不在”（WIR SIND ÜBERALL）， 至1989年，東德有約600萬人被建立過秘密檔案，超過東德總人口的1/3。爲了達到嚴密監控社會的目的，史塔西繼承和仿效了納粹統治時期的蓋世太保從社會大衆當中培養發展眼綫的監控方式。

### 解体

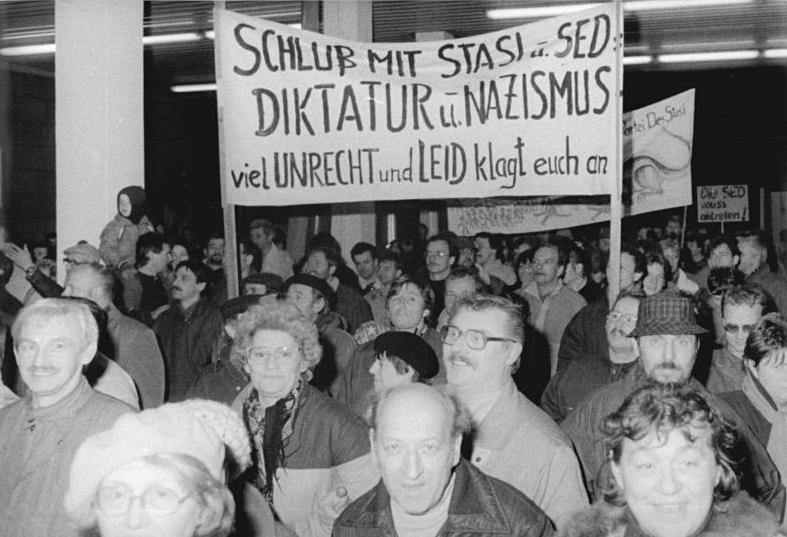
冲进柏林史塔西总部的示威者，标语为“再也不要史塔西和统一社会党的独裁和纳粹主义了，你们带来了太多的不公和苦难”

东德停止存在的前几年，史塔西的探员招募变得越发困难，1986年之后新探员的新加入率变为负值。史塔西对民众的监察工作因而受到了很大影响，在这期间社会变得愈发不稳定，史塔西的行动也变得广为人知。 史塔西在这一时期的任务是在经济恶化的前提下解决政治问题，压制国家面对的严峻形势。然而，史塔西并未成功。
东德政府行将倒台之际，史塔西亦不能幸免。史塔西职员随即使用碎纸机和人手销毁其存留的大量档案。但人们随后发现了史塔西的动作，1990年1月15日傍晚，一大群人聚集在总部门口试图阻止档案的销毁工作。当时人群中意识到这些档案应该让人们查阅，且要被用来审判史塔西的行径。人们聚集得越来越多，直到冲破了警察的封锁进入了大楼。示威者们砸坏了大楼中的门窗、踩踏东德领导人埃里希·昂纳克的画像。在这些示威者中也有西德政府的工作人员以及寻求暗自破坏档案的史塔西线人。史塔西最终共销毁了约5%的档案，一说纸质文档多达十亿张。
1989年11月7日，面对东德政治和社会的剧变，埃里希·梅尔克决定辞职。1989年11月17日，东德部长委员会将史塔西更名为“国家安全局”（Amt für Nationale Sicherheit – AfNS），由沃尔夫冈·施万尼茨中将担任局長。1989年12月8日，东德总理汉斯·莫德罗决定解散國安署，东德部长委员会在12月14日批准了这一决定。
这一决定将國安局拆分为两个不同的机构：“民主德国情报局”（Nachrichtendienst der DDR），负责境外情报搜集。“民主德国宪法保衛局”（Verfassungsschutz der DDR），与西德的聯邦憲法保衛局相对应。但公众对此仍有极为激烈的反应，在圆桌会议（Runder Tisch）的压力下，东德政府撤销了设立民主德国宪保局的计划，直接在1990年1月13日解散了国家安全局。其部分权责移交民主德国内务部，它也负责管理国家安全局留下的设施。
柏林墙倒塌后，德国国会调查了消失的东德公用资金。最终发现大量资金流向了奥地利商人兼史塔西非正式雇员馬丁·舒拉夫（Martin Schlaff）设在列支敦士登的账户。他曾负责与东德进行贸易往来。许多史塔西高级官员也在他旗下的公司谋得了职位。例如史塔西在德累斯顿的首長赫伯特·柯勒（Herbert Kohler）在1990年将17,000万马克以购买硬盘的名义转至他的账户，几个月之后再到他的公司工作。
1990年1月15日，大多数史塔西办事处都已经被公民运动占领，然而位于柏林诺尔曼恩大街的总部却是个例外。在没有目击者证明的情况下，这里存放的国家特工所作所为相關档案都被秘密销毁。当人群冲进这栋大楼时，很多卷宗档案都已经不知去向。1990年，原史塔西的大批官员和工作人员都被提起公诉。两德统一后，史塔西内部档案和文件逐渐大白于天下，这些资料记录了对数百万东德人民进行的监控。原东德居民也能提出个人申请，查阅自己的档案。这些档案现由德國聯邦史塔西檔案委員會存放、保管。其保存的史塔西檔案，書寫材料長達112公里，轉作膠片的材料有47公里，圖片和幻燈片多達140萬張，影像資料16.9萬份，碎片材料1.55萬袋。

## 与克格勃的关系
梅尔克时期的史塔西在1957年已经实现了名义上的独立运作，但实际上直到1990年，苏联克格勃在史塔西的八个主要部门都安插有自己的聯絡官，而每个部门的克格勃联络员在史塔西办公大楼都拥有自己的办公室。史塔西与克格勃的合作始终非常紧密，克格勃甚至还邀请史塔西在莫斯科和列宁格勒建立情报基地，以监视来访东德的外国游客。1978年，梅尔克正式授权克格勃官员在东德可以享有与苏联同等的权利和特权。

## 工作

### 境内

#### 渗透
东德国内的大型工厂多有史塔西安排全职探员进驻，其渗透规模依据工厂的经济价值决定。通常每栋公寓楼中亦有一个房客担任史塔西的通报者，并向所在地区的人民警察汇报，一旦发现住户的亲属或朋友留在公寓过夜，通报者就会向上级报告。史塔西也曾在宾馆和公寓房间墙壁上钻孔放置摄像机监视公民活动。中小学、大学及医院通常被史塔西探员高度渗透。
史塔西建立了通报者的正式归类方法，同时制定了从这些通报者中获取信息并加以控制的规程。一些通报者来自国家安全机构（如警察或军队），另一些则来自不同政见者活动的领域（如艺术界和新教教会）。史塔西通常会使通报者感受到自己的重要性，同时给予他们物质或社会地位上的奖励，并让他们有冒险的感觉。根据官方统计，仅7.7%的通报者是被迫参与的。通报者的另一个重要来源是统一社会党党员。卡车司机、看门人、医生、护士和教师也是通报者的主要来源，米尔克认为有频繁接触公众机会的人最适合成为通报者。
1975年东欧国家签署《赫尔辛基协议》后，史塔西的地位大幅提高。埃里希·昂纳克认为《赫尔辛基协议》规定签署国须尊重“包括思想自由、良心自由、宗教自由以及观点自由在内的基本人权”是对其政权的一个严重威胁。自1950年代初，史塔西的通报合作者数量从2万到3万逐步上升到1968年的10万人以应对西德提出的东方政策以及六八运动，并在1975年达到18万人的最高峰。史塔西还在如波兰等仇视苏联人的东方阵营国家担任克格勃的代理机构。
东德居民生活中的各个方面都被史塔西渗透。1980年代中期，东西德的史塔西通报合作者均开始增长。1989年东德政府倒台时，史塔西雇佣了91,015名正式职员以及173,081名非正式合作者。几乎每63名东德居民间就有一名与史塔西合作，而每166名东德居民就有一名史塔西的正式雇员。如果将通报者考虑在内，每6.5人就有一名史塔西通报者。与之相比纳粹时期每2000人才有一名盖世太保正式雇员。 另外史塔西也渗透到了西德的政府和情报机构。
有些情况下，夫妻之间甚至也会彼此监视。例如，和平活动家菲拉·绫丝菲尔德（Vera Lengsfeld）的丈夫克努得·沃伦伯格（Knud Wollenberger）即是史塔西的通报合作者。

#### 心理骚扰

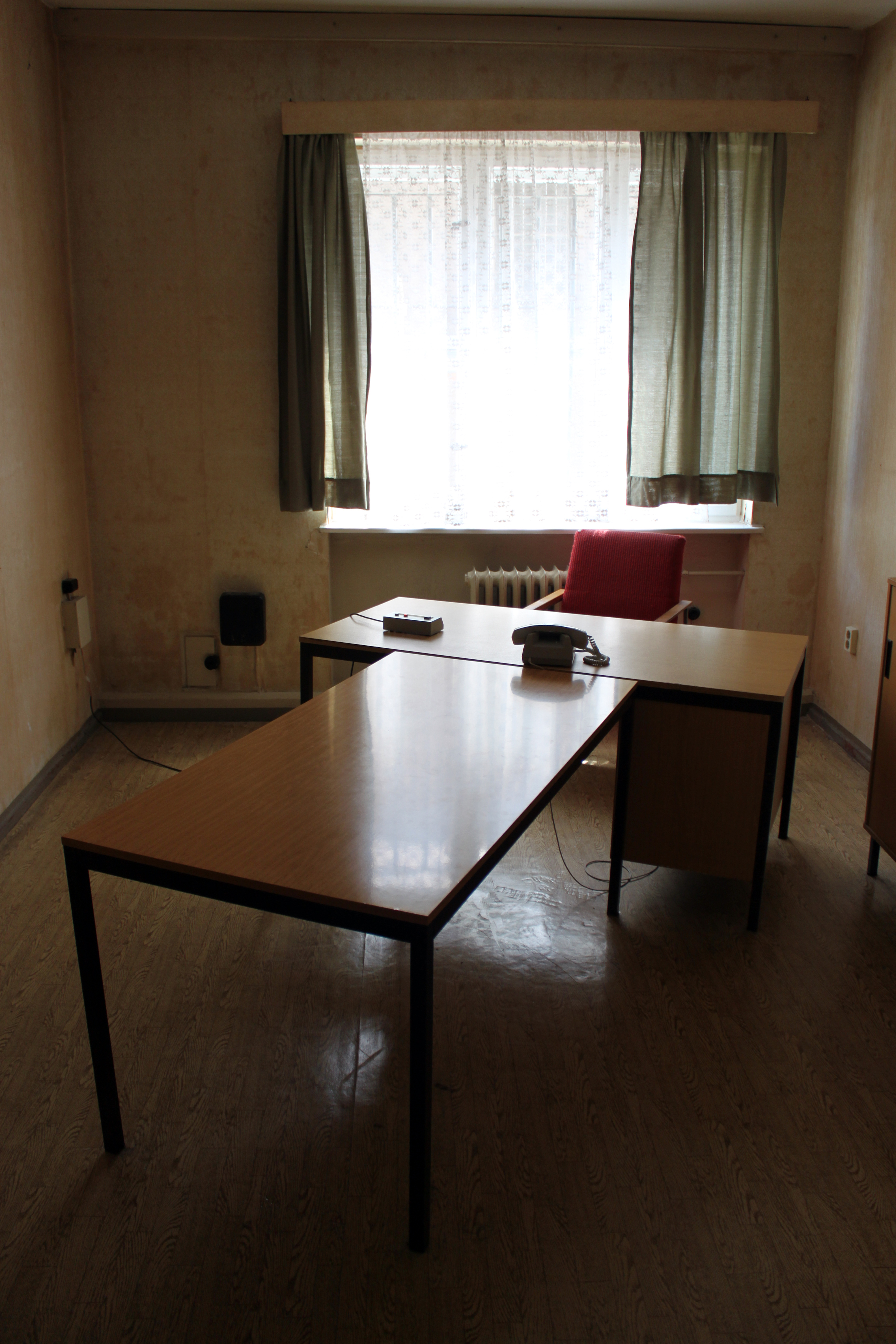
史塔西霍恩舍恩豪森拘留所中的讯问室

史塔西建立了对嫌疑人进行心理骚扰的方式——“侵蚀”（德語：Zersetzung），这一名称来自化学词汇，意为腐蚀、分解。
1970年代始，逮捕及酷刑折磨等公开迫害的方式被史塔西认为过于残酷和明显。由于心理骚扰不易留下痕迹，且难以推测其性质和来源，故很难激发受害者和及其支持者的反抗行为。“侵蚀”方法的应用目标通常是恐吓嫌疑人以击垮其意志，从而使其停止其“不当行为”。
“侵蚀”方法的手法通常是骚扰受害者的私人生活以使其产生不安感，例如进入其房间搬动家具的位置、重设闹钟的闹响时间、撤下墙上的画或是调换茶壶中的茶叶。亦有通过安装窃听器、抹黑其名誉、诬告、神秘电话、匿名包裹等其他心理攻势，甚至包括向受害者的妻子寄送性玩具来实施骚扰。受害者通常不会想到背后的策划者是史塔西。许多人因此陷于精神错乱、崩溃甚至自杀。
利用“侵蚀”方法骚扰犯人的好处是不会留下明确的证据，这对东德在1970至1980年代提升自身国际地位而言有很重要的意义。现今俄羅斯聯邦安全局等情报机关仍有使用这一方法。

### 境外

#### 谍报行动
作为共产主义阵营的一员，斯塔西积极配合其他华约成员国情报组织开展渗透、侦察、策反、破坏乃至暗杀等多种特务活动。冷战时期，斯塔西不断派遣间谍伪装成逃亡者混入西德，为其刺探情报。据研究斯塔西档案的联邦德国调查员保守估计，在冷战期间至少有20,000名西德人为斯塔西出卖情报。其中最成功者当属君特·纪尧姆。这名训练有素的间谍于1956年打入西德，随即凭借个人能力在政坛平步青云，一路做到了新当选德国社民党总理维利·勃兰特的私人政治助理。期间他利用职务便利，向斯塔西传递了大量西德政治、经济、外交等方面的机密情报，使苏联在外交谈判上具备了明显的情报优势。直到1974年，潜伏十余年的纪尧姆才因变节者指认而曝光被捕。这一丑闻直接导致勃兰特于当年下台

。除了直接渗透，斯塔西还会采用敲诈恐吓等手段迫使他国人士成为斯塔西的线人。著名纳粹猎人西蒙·维森塔尔曾指出，东德不仅拒绝协助西德将逃亡海外的纳粹战犯引渡回国，反而利用现有情报对他们进行勒索，迫使其为斯塔西服务

。

#### 破坏行动
当暴力手段变得必要时，斯塔西往往会雇佣外部人员实施行动以逃脱追责。为此，斯塔西经常与阿布·尼达尔、红军派等恐怖组织紧密合作，给予其资金、技术、人员等各方面的支持:69。1981年2月21日，在罗马尼亚的资助下，斯塔西指使绰号“豺狼卡洛斯”的国际恐怖分子伊里奇·桑切斯炸毁了位于西德慕尼黑的自由欧洲电台，造成八人受伤、40万美元财产损失，该电台三十余年来一直对东方阵营进行意识形态宣传，从而招致了斯塔西及罗共中央总书记尼古拉·齐奥塞斯库的憎恨。1983年，斯塔西又资助豺狼卡洛斯炸毁了慕尼黑的法国文化中心，目的是为了在西欧制造恐慌、损毁西德形象。六名斯塔西高级特工被捕，但其中五人很快在东德方面的压力下获释

。斯塔西还制定过对各国政要的暗杀计划:144。1989年，有“东方金融政策建筑师”之称的德意志银行董事长阿尔弗雷德·赫尔豪森在巴特洪堡被一枚路边炸弹炸死，一般认为恐怖组织红军派实施了此次暗杀，但幕后主使斯塔西为其提供了高精尖的爆炸成型弹头以穿透赫尔豪森乘坐的高级防弹轿车:168。解密档案显示，斯塔西还参与了1981年对教宗若望保禄二世的刺杀，负责消除作案痕迹，使苏联撇清关系:80。

### 组织结构
- 国家安全部
  - 第26司（Abteilung 26）–负责针对嫌疑人的竊聽。
  - 武器和化学勤務司（BCD）
  - 財務司（Abteilung Finanzen）
  - 通訊司（Abteilung Nachrichten） - 保障各部门间通讯顺畅。
  - 第六司（Abteilung VI） – 护照管理、过境检查和西柏林过境交通。
  - 第十司（Abteilung X） – 协调国际关系。
  - 第十一司（Abteilung XI ） – 民主德国中央編碼機構（ZCO, Zentrales Chiffrierorgan der DDR）。
  - 第十四司（Abteilung XIV） – 中央獄政司（Zentrale Gefängnisverwaltung），负责柏林-霍恩舍恩豪森（德语：Gedenkstätte Berlin-Hohenschönhausen）和史塔西总部两个拘役营的看守工作，并监管下属15个史塔西辖区内的拘役营。
  - 第二十三司（Abteilung XXIII） – 反恐特別任務司（Terrorbekämpfung und Spezialaufgaben），1989年与第二十二總司合并，管辖国家安全部行动部队（德语：AGM/S），設有作战、保卫、航空监控、空降和潜水小队。[44]
  - 商务协调工作组（AG BKK）– 服务于亚历山大·沙尔克-格洛科斯基（德语：Alexander Schalck-Golodkowski）的商务协调机关（德语：Kommerzielle Koordinierung）[45]。
  - 部长工作组（AGM）– 负责保卫和交通工作。
    - 费利克斯·捷尔任斯基警卫团：史塔西的武裝部隊，负责保卫党和政府的建筑物及人员安全。该团成员至少须服役三年，由六个摩托化步兵营、一个炮兵营和一个训练营组成，装备有PSZH-IV装甲运兵车、120毫米迫击炮、85毫米和100毫米反坦克炮、ZU-23防空炮和直升机。成员身着紫色袖条。该团得名于苏联契卡的创始人费利克斯·捷尔任斯基。[46][47]

  - 第二十總司（Hauptabteilung XX）– 负责国家机关、文化界、教会以及地下组织的监控工作。同时保障军事单位和体育与技术协会的通信安全。
  - 第二十二總司（HA XXII）–“反恐部门”
  - 人员保卫總司（HA PS）
  - 干部培训總司（HA Kasch）
    - 史塔西大学
    - 中央醫務處（ZMD）

  - 行動技術科（OTS）
  - 後勤管理處（VRD）
  - 中央秘密保护工作组（ZAGG）
  - 中央分析資訊組（德语：Zentrale Auswertungs- und Informationsgruppe）（ZAIG）
    - M司（Abteilung M） – 邮政通信监控，司訓“我们无处不在”（德語：Wir sind überall）。[48]

国家安全部亦拥有如下实体：
- 侦察总局：主要针对西德和北大西洋公约组织展开情报工作，亦包括其他国家的情报工作。
- 国家安全部协调管理总局：与苏联的情报机构通力合作。
- 通信安全及人员防护总局：为国家领导人提供人身安全保护，并负责维护和运行政府内部的安全通讯系统。
- 重工业安全和研究管理局、经济安全总管理局：主要负责反间谍活动和预防罢工。
- 可疑人物管理总局：主要负责监视在东德境内活动、居住的外籍人员，尤其是来自西方国家的人士。监视的对象包括外交人员所居住的社区、外国游客和来访东德的外国官员。
- 垃圾分析部：主要负责分析、检测生活垃圾，尤其针对来自西方的食物和用品。
- 第12管理局：负责对电话和邮件往来进行检查。
- 第2000管理局：负责监察国家人民军成员的稳定与忠诚，在人民军中建立秘密的情报网，但这些情报员可能并非隶属于国安部。
- 刑罚制度：保障维护国家政治安全任务的顺利进行，史塔西自有一套刑罚体系，这与内政部的体系不同。这一体系中包括政治犯集中营，与普通罪犯和违法者根本不一样。

## 组织

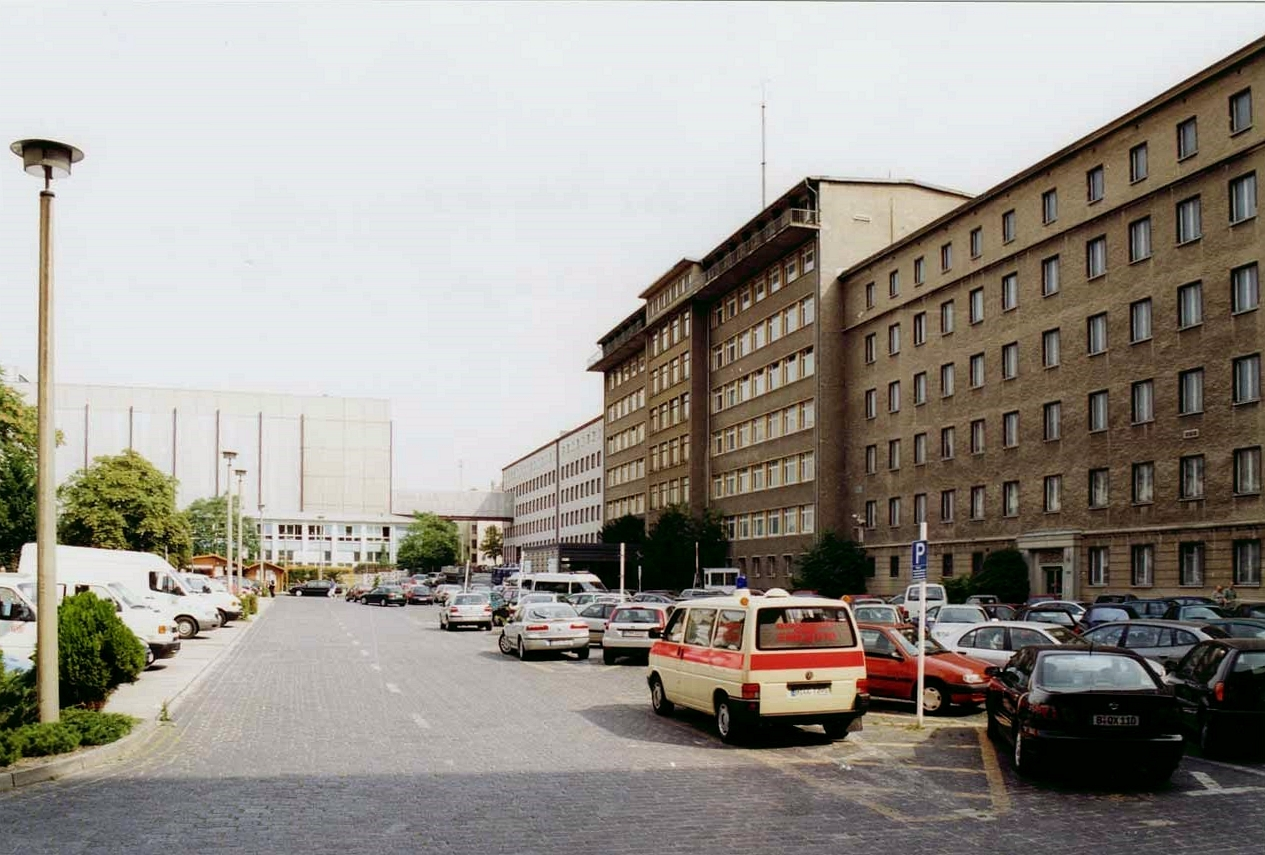
总部一号楼为部领导办公楼，背后的白色建筑为二号部门（RA II，反间谍部门）的办公楼

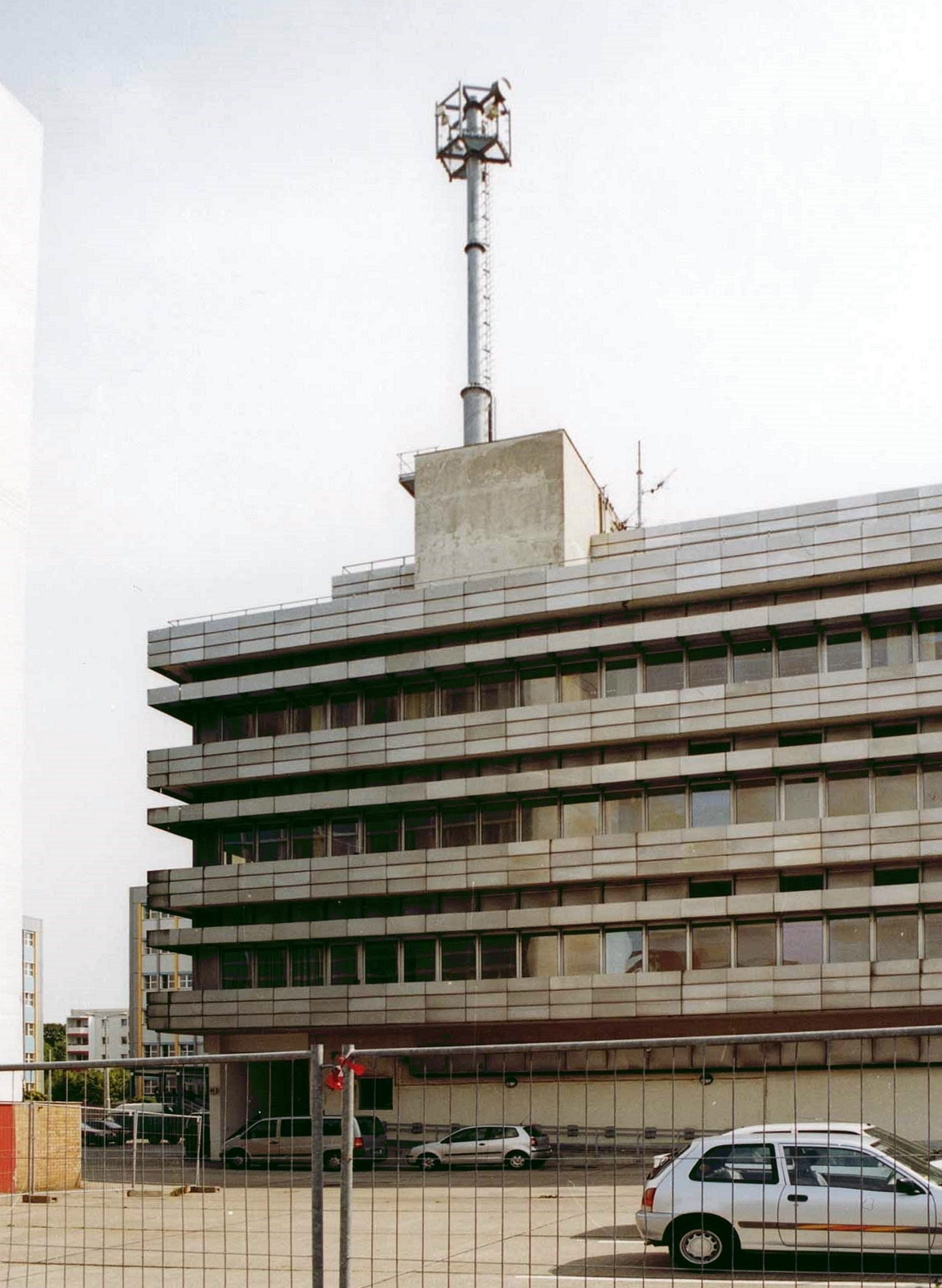
第三部门（RA III，无线电侦察与无线电安全部）的办公楼，位于柏林利希滕贝格

1950至1989年间，史塔西共雇佣了274,000人。以1989年为例，史塔西共有91,105名全职工作人员，包括2,000名全职非正式通报者、13,073名士兵、2,232 名军官，另外有173,081名非正式雇员和1,553名西德线人。1995年已发现174,000名前史塔西非正式探员，占东德18-60岁人口的2.5%，有10,000名非正式雇员年龄在18岁以下。
来自柏林史塔西官方档案馆的记载因档案被损毁而有所差异，估计约有500,000名史塔西线人。根据一名曾在史塔西反情报部门工作的上校估计，包括临时线人在内的通报者人数最多可至两百万人。

### 非正式探员
非正式探员构成了另一个情报网络。与全职探员人数随时间增加的增长趋势不同，非正式探员的增加常伴随着东德国内社会变动（六一七事件、修筑柏林墙、两德关系缓和）。1975-1977年间非正式探员达到最高的200,000人。.1970年非正式探员人数因人员专业化的要求而有所下降，至1988年12月达到173,081人。Ilko-Sascha Kowalczuk在他《史塔西具述》中认为这一数字偏高，仅有109,000名活跃的非正式探员。史塔西存续期间，累计招募了624,000名非正式探员。

1950–1989年史塔西非正式雇员数

大多数非正式探员在家工作。东德派驻“非社会主义经济国家”的和平队中也有史塔西的非正式探员。史塔西在境外的非正式探员情报网信息是独立的，据估计在西德有史塔西的3000名非正式雇员，其他西方国家300-400个。Ilko-Sascha Kowalczuk则认为西德非正式探员有2000名。

### 人员与招募
史塔西有军衔的正式长官是从复员军人中招募进去的，这些人已经完成了长达28个月的义务兵役，并且广泛参加过自由德国青年团的活动，曾经在部队中还当过史塔西的情报人员。史塔西职员的候选者均要由所在地的史塔西特工、部队的军官和所在地党委书记的推荐才能进入史塔西。入选后，这些候选者还要接受各种各样的测验和考试，如测试候选者的智力水平是否能满足工作要求，也要对其进行政审，确保思想政治上的可靠。而完成义务兵役的大学毕业生则无需参加这些考试。完成测试后，他们还将去位于波茨坦的“史塔西学院”进行为期两年的训练，而心理素质和受教育程度相对欠佳的候选人则会被任命为普通的技术员，参加一年的集中技能培训，成为无军衔的长官。
截至1995年，174,000名非正式探员通报合作者中有一些人已经被确认了身份，几乎占到了东德总人口的2.5%，年龄从18岁到60岁不等。10,000名非正式探员通报合作者甚至是不满18岁的未成年人。考虑到被东德政权销毁的档案数量之大，BStU官员相信，东德的情报人员人数曾达到500,000人。供职于反情报指挥部的前史塔西上校估测，如果把所有兼职的情报员也算在内，东德情报员的人数可能高达2,000,000人。

## 设备

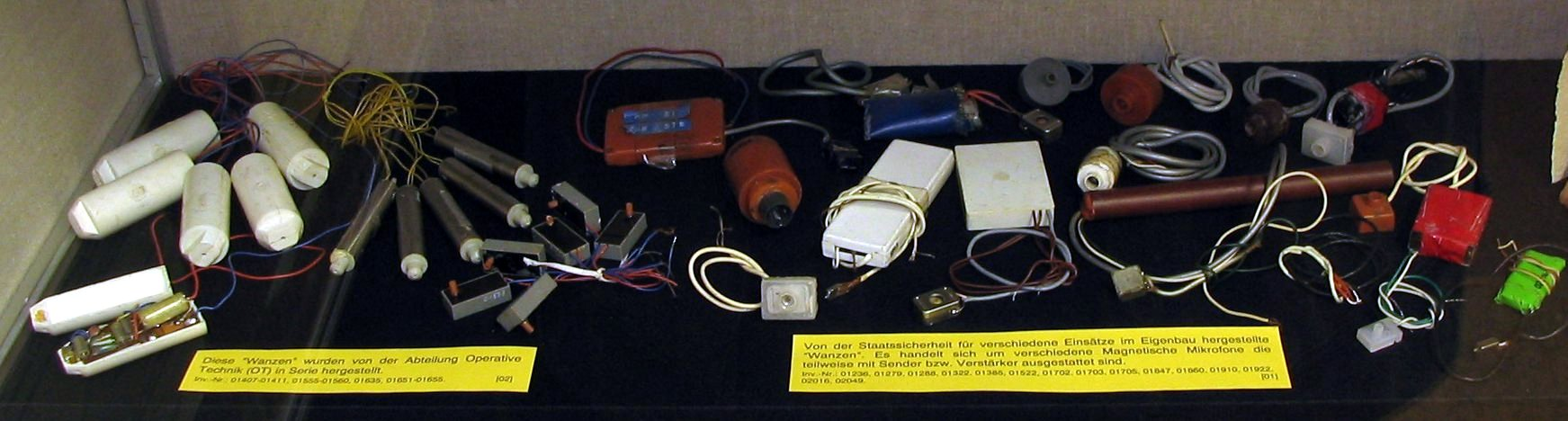
用途不一的磁性麦克风，有些带有发射器或放大器
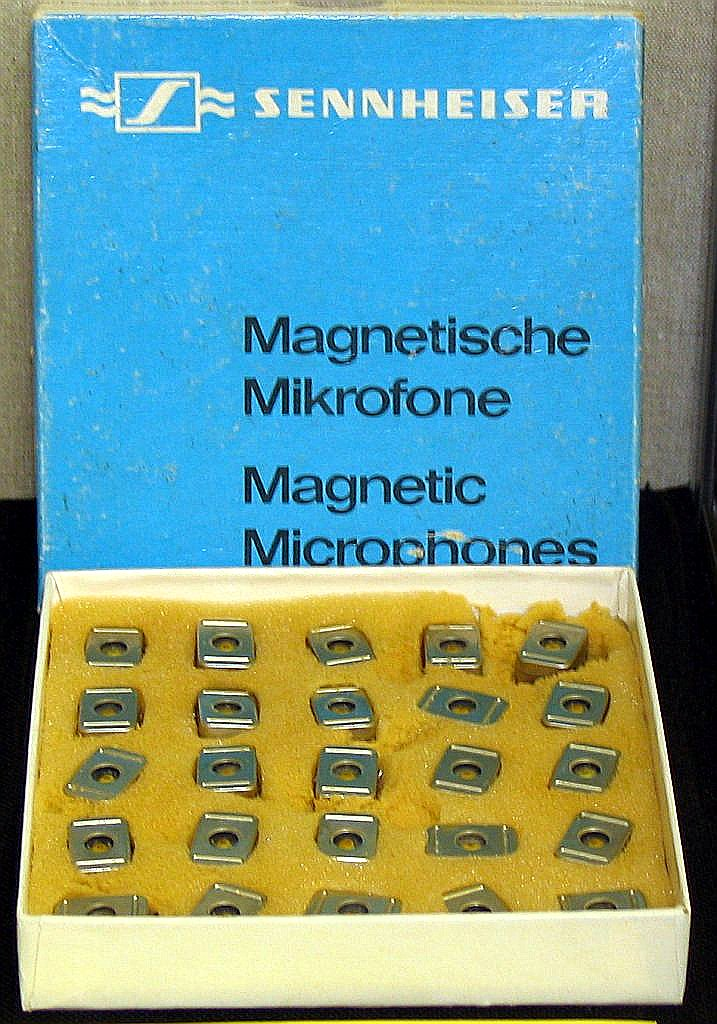
一箱森海塞尔MM26磁性麦克风，供史塔西铺设窃听器使用
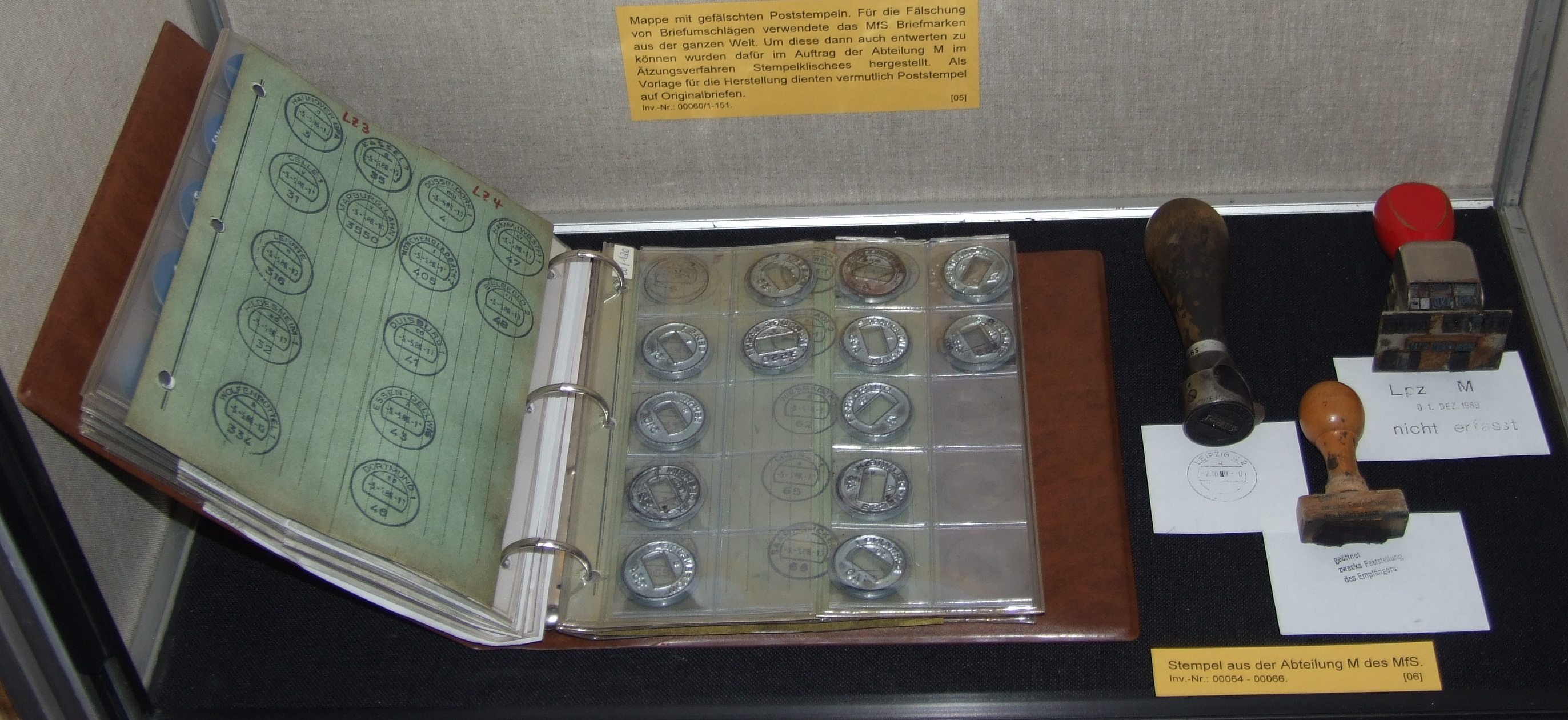
M部门配备的邮票和邮戳，以便用于制造假邮政戳记
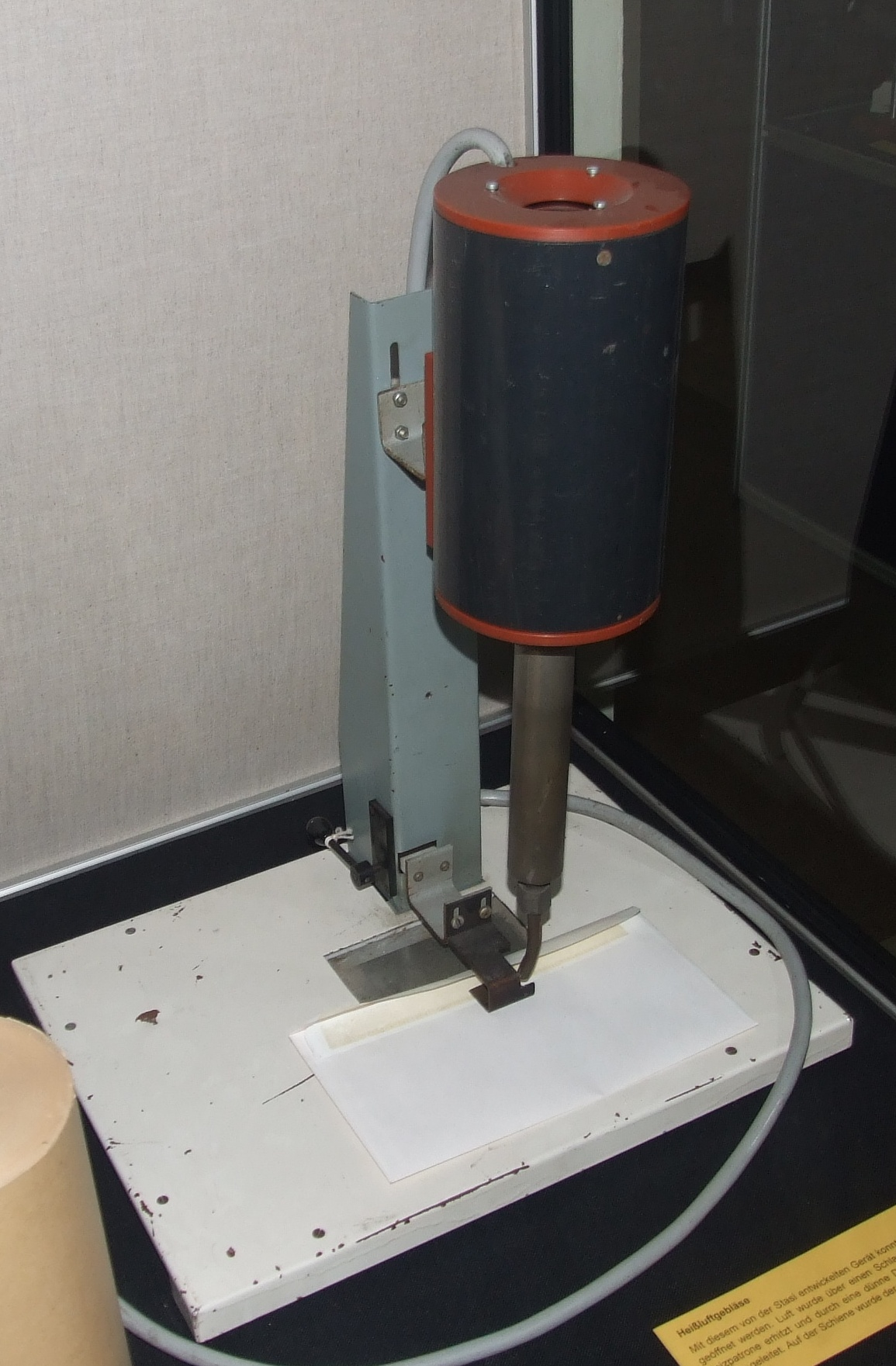
M部门使用的热风开信器
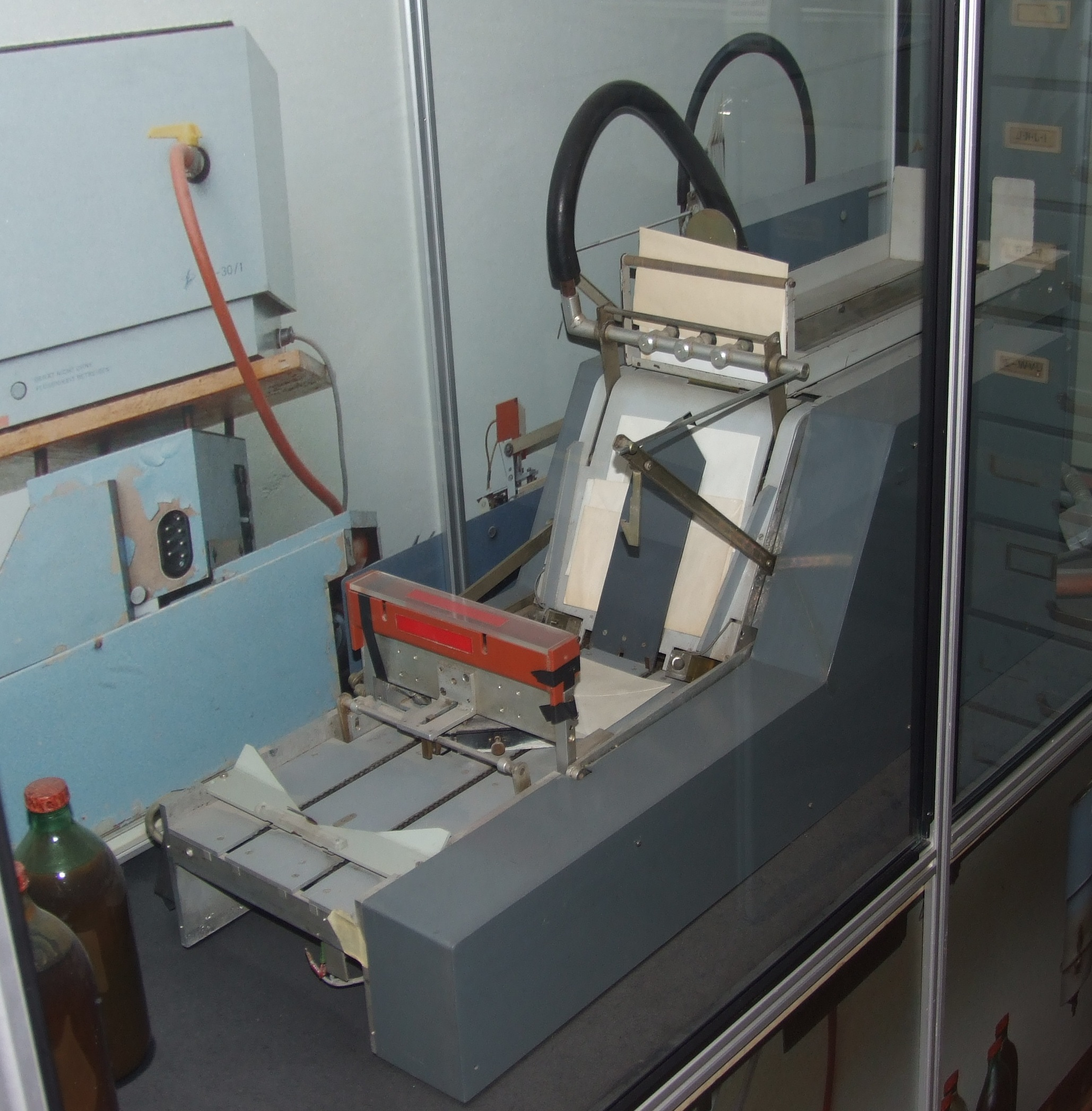
M部门的自动封信机：经过邮件检查的信封通过真空吸管传送，利用加热的液体胶水封信。
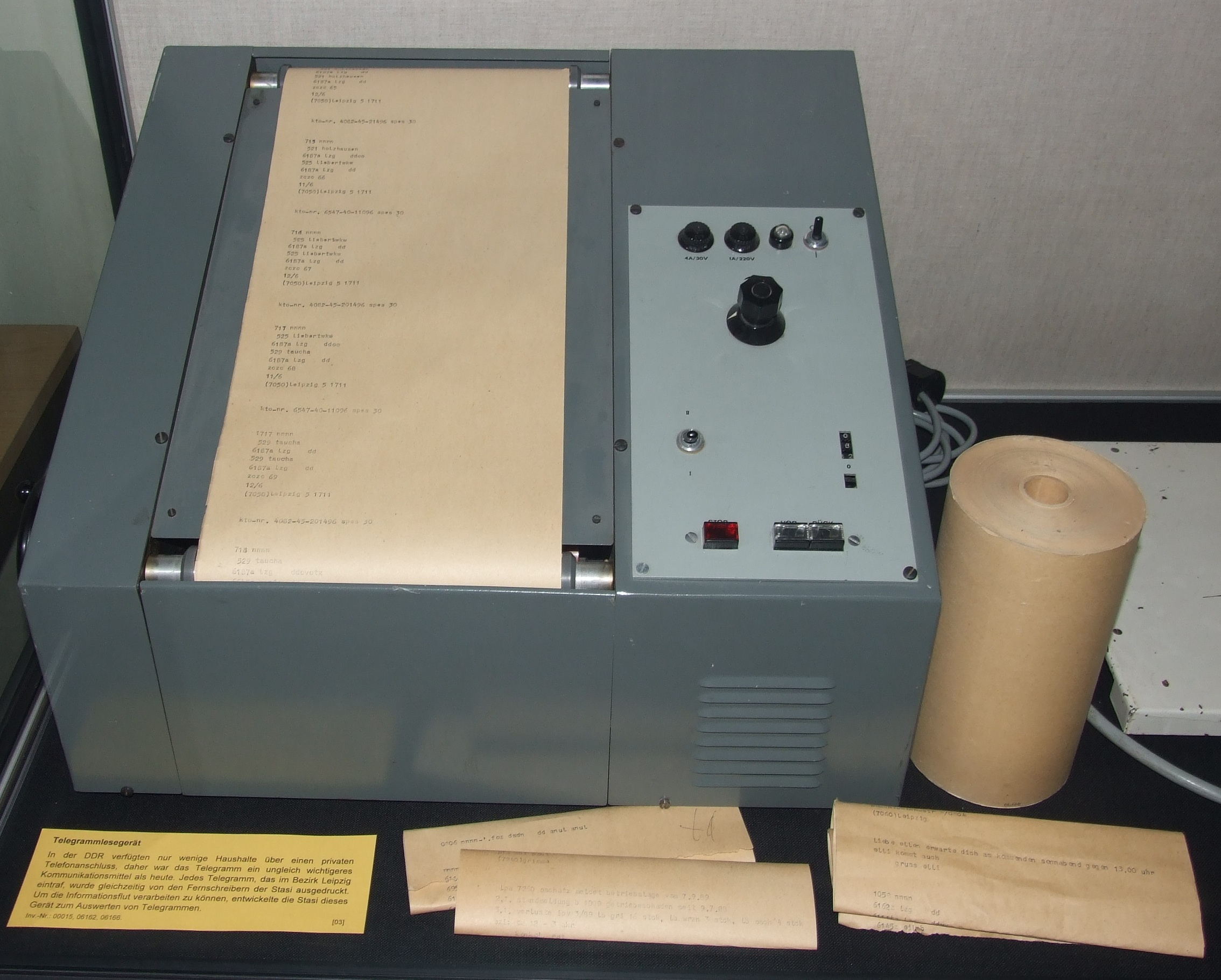
电报在东德是重要的通信手段，长途电话十分少见。每份发往莱比锡区的电报都会通过电传被史塔西记录。为了应对海量的电报数量，研究出了图中所示的电报内容评估装置。
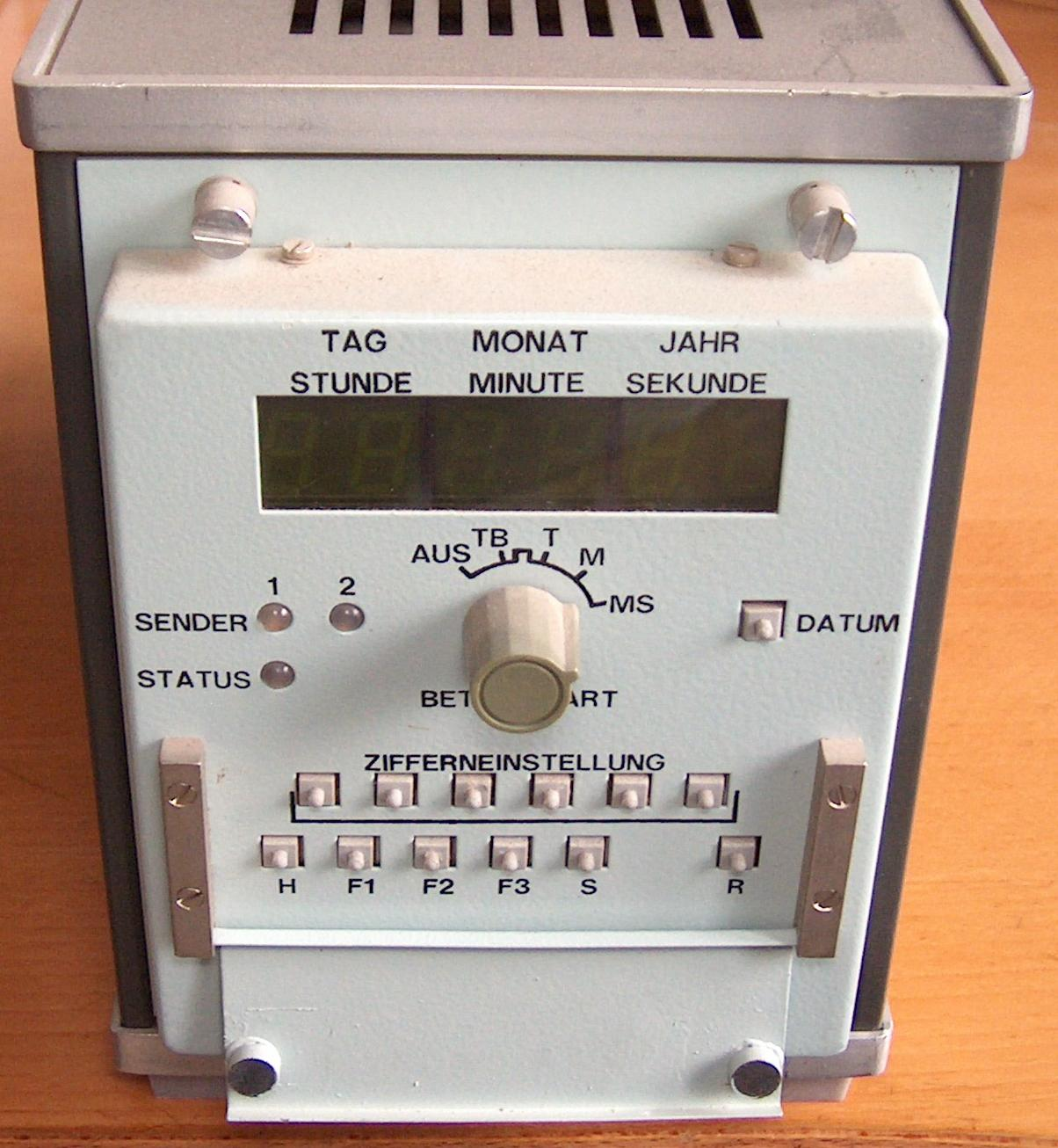
为录音设置时间戳的电波时计，将在回放时显示。该设备接收东德和西德授时台（英语：DCF77）的时间讯号，即使东德台停止发射，时钟仍会继续工作。

## 文化影响
- Homepage（页面存档备份，存于）
- 2001年：漫畫《火箭人》，由日本漫畫家加藤元浩繪製。
- 2006年：《竊聽風暴》，由德國導演弗洛里安·亨克爾·馮·杜能斯馬克執導。
- 2011年：小说《Schwarzesmarken》（シュヴァルツェスマーケン）。（《Muv-Luv》的外传作品之一）
- 2019年開始連載的日本漫畫間諜家家酒。作者遠藤達哉雖表示故事舞台是架空的世界觀，但仍能看出是以冷戰時期的東西德為參考範本，劇中登場的「東國國家保安局」便是對應到現實的史塔西。
- 2019年遊戲少女前線冬季大型活動中登場，做為玩家方的政治盟友，並在後續活動中都有重要劇情。
- 2023游戏重返未来：1999中登场角色柏林以东。

## 延伸阅读
- Koehler, John O. . Westview Press. 2000. ISBN 0-8133-3744-5..